# Mixodusa siazovi
Mixodusa siazovi är en insektsart som först beskrevs av Boris Petrovich Uvarov 1929.  Mixodusa siazovi ingår i släktet Mixodusa och familjen vårtbitare. Inga underarter finns listade i Catalogue of Life.